# Evropská agentura pro chemické látky
Evropská agentura pro chemické látky (ECHA, European Chemicals Agency) je speciální agentura Evropské unie, která je zodpovědná za implementaci nové evropské politiky v oblasti regulace chemických látek (REACH) a sídlí v Helsinkách.
ECHA zahájila svou práci 1. června 2007. Jejím prvním výkonným ředitelem byl Geert Dancet., kterého
ve funkci od počátku roku 2018 nahradil Bjorn Hansen. V současnosti má kolem 500 zaměstnanců.

## Poslání ECHA
Evropská agentura pro chemické látky má podle příslušné směrnice:

- zajistit činnosti k naplnění REACH po vědecké, technické i administrativní stránce
- spravovat databáze informací
- zajistit kontaktní místo pro registrace chemických látek
- poskytovat členským státům a orgánům EU vědecké a technické poradenství týkající se chemických látek
- zpřístupňovat informace o chemických látkách veřejnosti

## Organizační struktura ECHA
Evropská agentura pro chemické látky zahrnuje následující orgány: 
- správní rada - zodpovědná za finanční plán a pracovní program ECHA
- výkonný ředitel - zodpovědný za každodenní řízení ECHA, předkládá zprávy správní radě
- sekretariát - zajišťuje podporu výborů a fóra, vytváří podmínky pro registraci a evaluaci chemikálií, zajišťuje správu databází a poskytování informací
- výbor členských států - předkládá nominace chemických látek „vzbuzujících velmi velké obavy“ pro proceduru autorizace
- výbor pro hodnocení rizik - zodpovídá za stanoviska k hodnocení chemických látek, k žádostem o povolení či k omezení látek a k návrhům pro klasifikaci a označování chemických látek
- výbor pro socioekonomickou analýzu - zajišťuje stanoviska k žádostem o povolení či k návrhům na omezení chemických látek
- fórum - zajišťuje informovanost o prosazování nařízení
- odvolací senát - rozhoduje o odvoláních vůči rozhodnutím agentury

## Kandidátní seznam nebezpečných látek pro autorizaci
28. října 2008 Evropská agentura pro chemické látky zveřejnila oficiální kandidátní seznam 15 nebezpečných chemikálií (Látky vzbuzující mimořádné obavy - substances of very high concern), které by v budoucnosti měly podléhat autorizaci v rámci směrnice REACH., Jde o látky, které jsou rakovinotvorné, perzistentní, bioakumulativní, toxické nebo reprotoxické, které tvoří součást spotřebního zboží jako některé ftaláty (DEHP, DBP, BBP) nebo hexabromcyklododekan (HBCDD). V červnu 2009 ECHA doporučila prvních 7 nebezpečných látek k autorizaci. V lednu 2010 bylo na seznam zařazeno dalších 14 chemických látek. Další rozšíření proběhlo v červnu 2011, přidáním dalších 7 látek.. Po rozšíření v červnu 2015 o 2 látky již seznam zahrnoval 163 chemických látek., po rozšíření v lednu 2017 zahrnuje seznam 173 látek.